# Cardinalis phoeniceus
Il cardinale vermiglio (Cardinalis phoeniceus Bonaparte, 1838) è un uccello passeriforme della famiglia dei Cardinalidi.

## Descrizione

### Dimensioni
Misura circa 19 cm di lunghezza, per un'apertura alare di una ventina di centimetri ed un peso che oscilla fra i 20 ed i 30 g.

### Aspetto

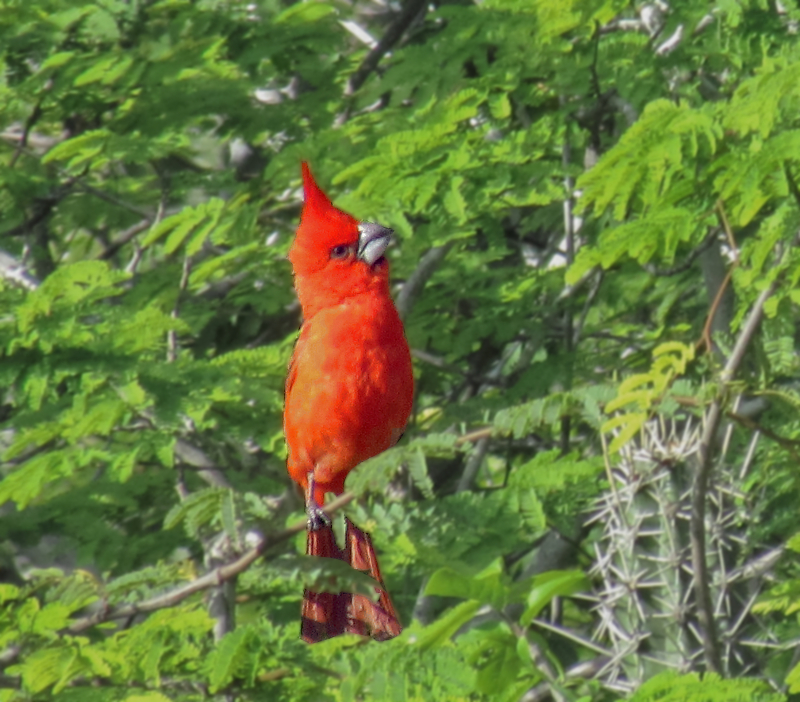
Un maschio fra i rami sull'isola di Margarita.

L'aspetto è massiccio, con becco grosso e conico, lunga coda rettangolare ed una caratteristica cresta erettile sulla testa, che l'animale erge quando è eccitato o nervoso.
Il maschio è di un bel colore rosso porpora uniforme su tutto il corpo, con una mascherina nera appena accennata attorno al becco. La femmina è invece di colore grigio su testa, dorso e ali con tendenza a scurirsi e a tendere al bruno su coda e remiganti, mentre il petto ed il ventre tendono al giallo-arancio: possono essere presenti sfumature purpuree su petto, fianchi, cresta e coda. Nella femmina la mascherina attorno al becco, pur non essendo nettissima, è più marcata e si continua in una fascia che supera l'occhio e raggiunge le tempie.

In ambedue i sessi il becco è di colore nero, le zampe sono di colore carnicino scuro e gli occhi sono bruno scuro.

## Biologia
Il comportamento del cardinale vermiglio è molto simile a quello del congenere nordamericano, il cardinale rosso: questi uccelli, infatti, vivono da soli o in coppie ed hanno abitudini diurne. Sono inoltre piuttosto territoriali ed occupano un territorio ben definito (anche se di scarsa estensione) che delimitano cantando da punti sopraelevati, scacciando in malo modo eventuali intrusi conspecifici.

### Alimentazione

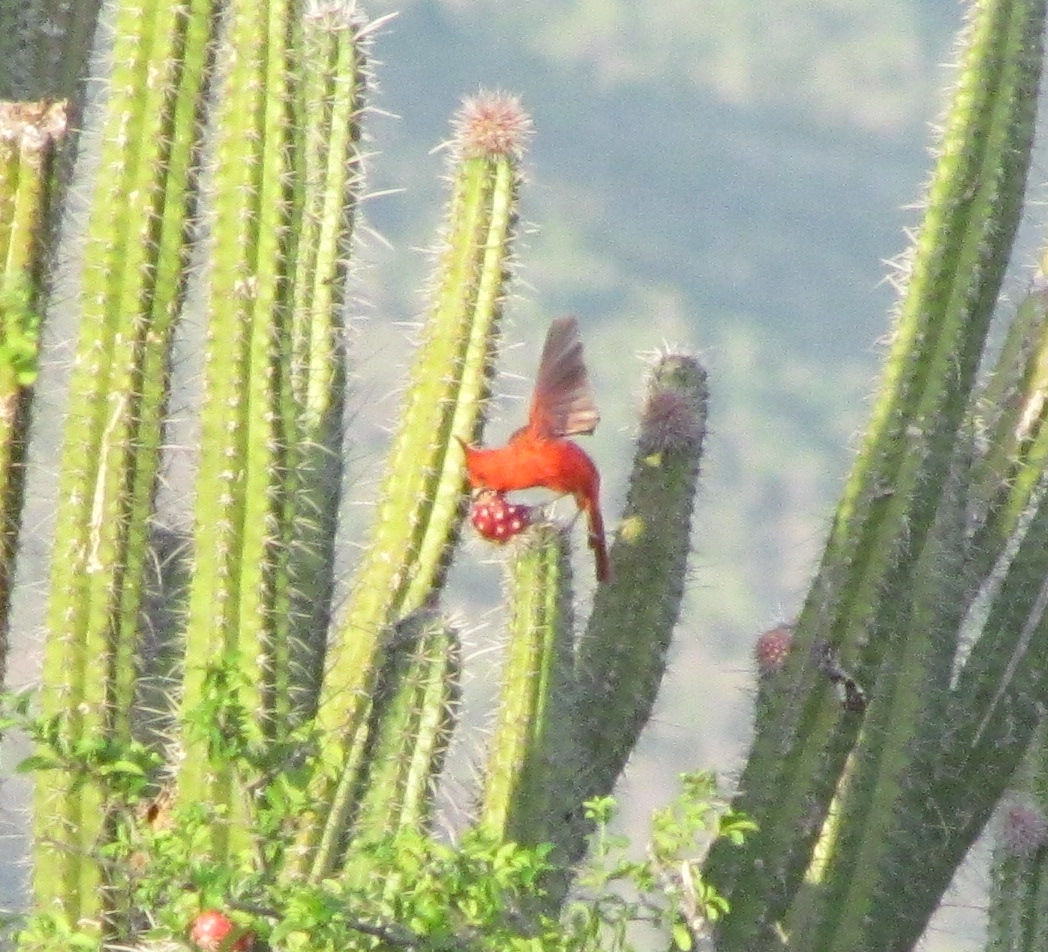
Un maschio si nutre a Las Guevaras, sull'isola di Margarita.

Il cardinale vermiglio è un uccello principalmente granivoro: la sua dieta consta per la massima parte di semi e granaglie, sebbene questo uccello mangi anche frutta, bacche ed in misura minore insetti ed altri invertebrati.

### Riproduzione
A dispetto del marcato dimorfismo sessuale, il cardinale vermiglio ha abitudini rigidamente monogame: le coppie si formano all'inizio della primavera e restano unite per tutta la vita.
Il corteggiamento consiste nell'offerta di cibo alla femmina da parte del maschio, che la imbecca dimostrando in tal modo di poter essere un buon padre per la prole. La femmina si incarica della costruzione del nido, che è a forma di coppa, e della cova delle uova (solitamente 4), che dura 12-13 giorni. I piccoli vengono nutriti da ambedue i genitori e sono pronti all'involo a meno di due settimane dalla schiusa.

## Distribuzione e habitat
La specie è diffusa in Colombia centro-settentrionale ed in gran parte del Venezuela.
Il suo habitat è costituito dalle zone cespugliose a clima secco e scarsamente alberate sia tropicali che subtropicali, piuttosto che dai boschi veri e propri.